# Ścibor z Ostaszewa

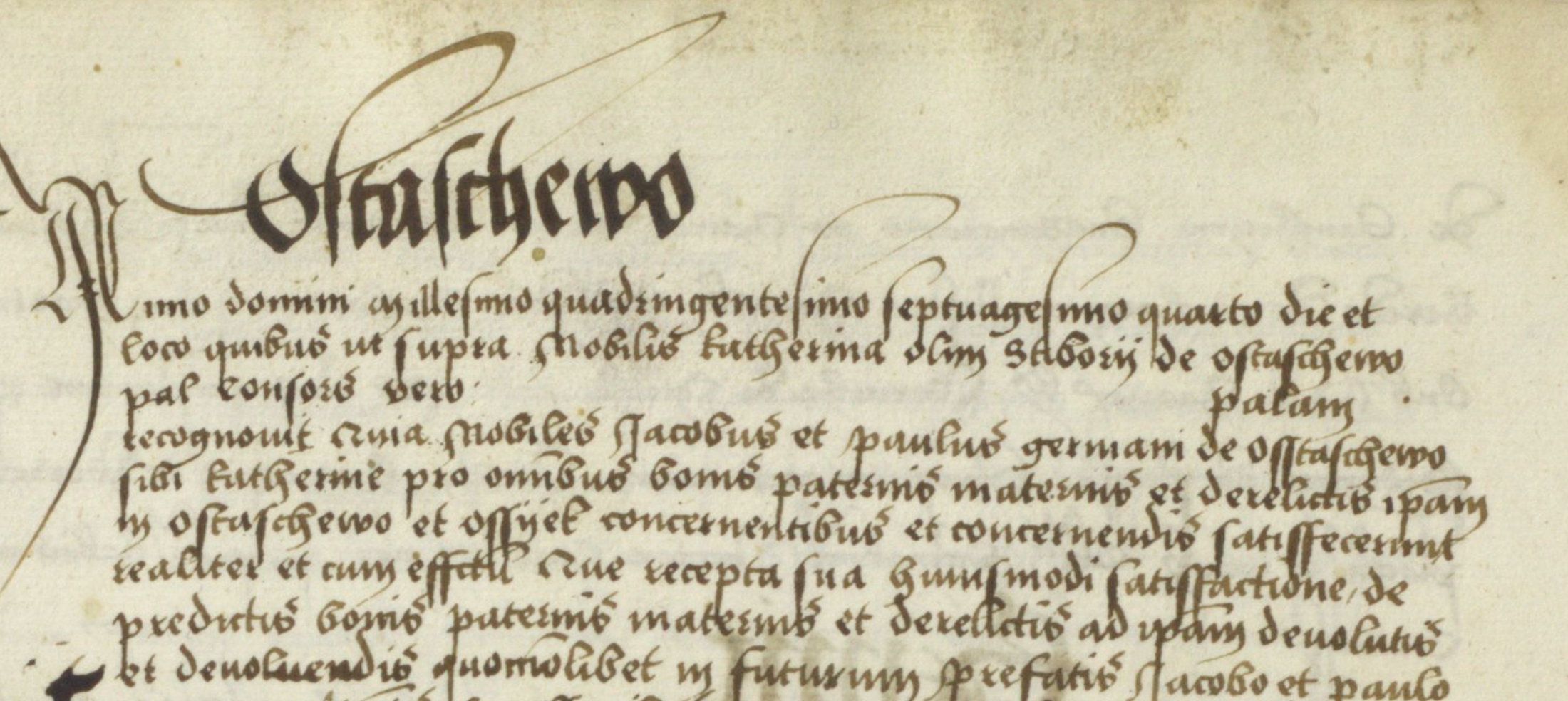
Metryka Koronna (Mazowiecka) 1474 r.

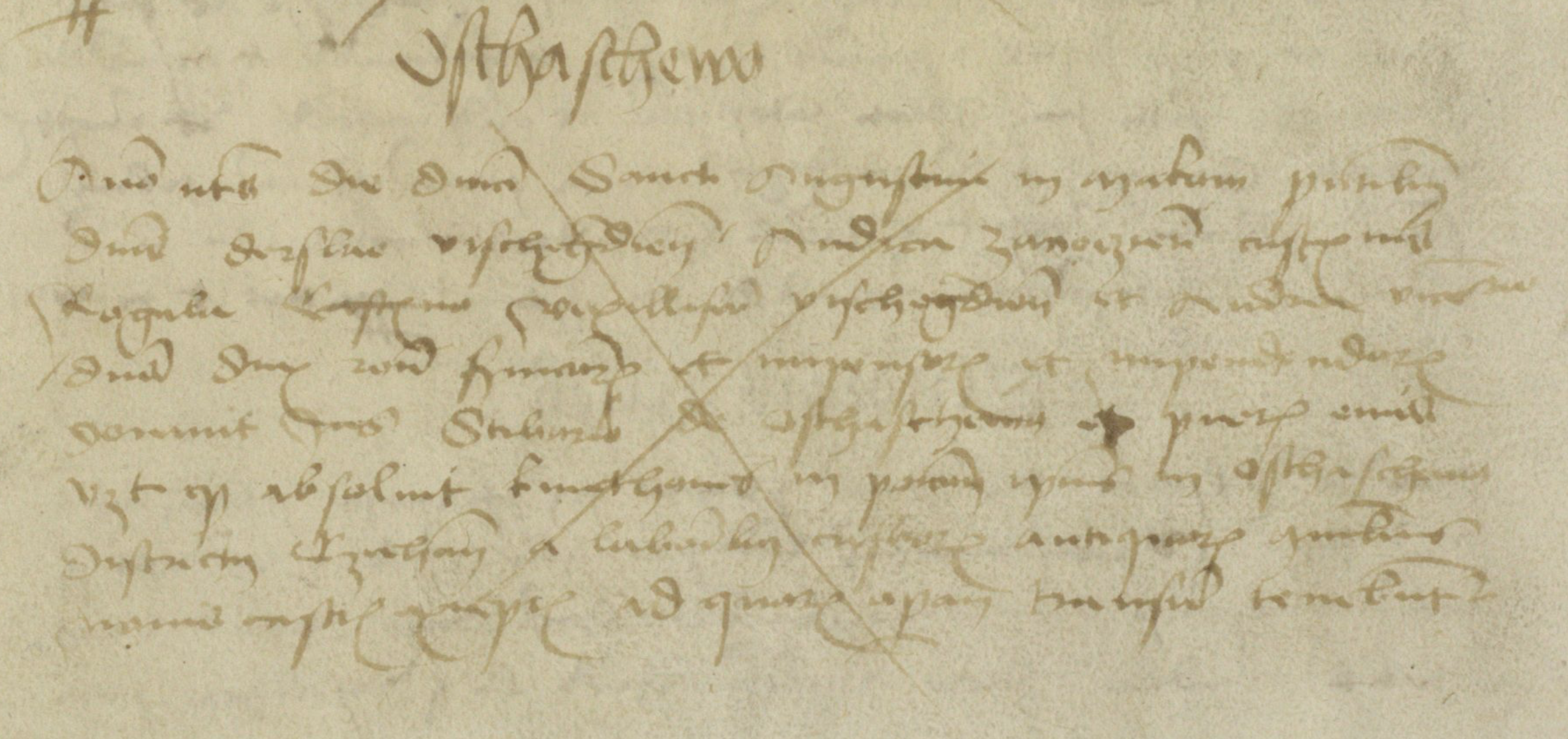
Metryka Koronna (Mazowiecka) 1446 r.

Ścibor z Ostaszewa herbu Ostoja; łac. Stiborius de Osthaschewo (ur. ok. 1400, zm. ok. 1470) – polski rycerz, właściciel dóbr Ostaszewo na Mazowszu, założyciel rodu Ostaszewskich herbu Ostoja.
Należał do rodu herbowego Ostojów, z którego pochodzili m.in. biskup płocki Ścibor z Radzymina herbu Ostoja (zm. 1390), wojewoda siedmiogrodzki Ścibor ze Ściborza (zm. 1414) i dowódca wojsk węgierskich Ścibor Ściborowic (zm. 1434).
Był właścicielem Ostaszewa na Mazowszu i protoplastą szlacheckiej rodziny Ostaszewskich herbu Ostoja.
W 1446 otrzymał od Bolesława IV przywilej zwalniający jego poddanych z prac przy naprawie grodów.
Umarł między 1463 i 1474 rokiem.